# شهریار حسینی
شهریار حسینی یک بازیکن هندبال اهل ایران است.

## افتخارات
- مقام سوم قهرمانی آسیا در سال ۲۰۱۷ میلادی به میزبانی تایلند.[۱][۲]